# Première bataille de Châtillon (1793)
Pour les articles homonymes, voir Bataille de Châtillon.
Guerre de Vendée
La bataille de Châtillon se déroula lors de la guerre de Vendée à Châtillon-sur-Sèvre, le 5 juillet 1793.

## Prélude
Le général François-Joseph Westermann avait réussi à atteindre le cœur de la Vendée, Châtillon, la capitale des Vendéens avait été prise. Le gros de l'armée catholique et royale avait été repoussé à la bataille de Nantes, et le général en chef Jacques Cathelineau avait été grièvement blessé. Cependant, les Vendéens devaient réagir à la menace de ce raid, Charles de Bonchamps, Nicolas Stofflet et Gaspard de Bernard de Marigny convoquèrent les troupes à Cholet. Le matin du 5 juillet, ils rejoignirent Henri de La Rochejaquelein et Louis de Salgues de Lescure devant Châtillon.

## Déroulement
À 10 heures du matin, le canon la Marie-Jeanne donna le signal du combat. Après avoir progressé silencieusement, une première colonne vendéenne dirigée par Bonchamps, Lescure et La Rochejaquelein attaqua les Républicains sur le plateau ouest de Château-Gaillard. Totalement pris par surprise et effrayés par les clameurs et le nombre de leurs ennemis, les Républicains prirent la fuite et dévalèrent en grand désordre les pentes abruptes du plateau. En se repliant sur Châtillon, ils tombèrent sur la deuxième colonne vendéenne commandée par Stofflet et Marigny ; rapidement les combats gagnèrent l'intérieur même de la ville. Le général Westermann n'eut même pas le temps d'organiser ses troupes, il monta à cheval, rejoignit sa cavalerie et prit la fuite en direction de Bressuire.

## Massacres des prisonniers à Châtillon
Plusieurs milliers de soldats républicains se rendent mais certains sont exécutés sommairement en représailles aux incendies et aux ravages exercés par Westermann,. Certains officiers comme Marigny, qui tua de sa main plusieurs dizaines de prisonniers, encouragent les massacres, d'autres comme Lescure et La Rochejaquelein tentent de les empêcher et plusieurs milliers de prisonniers peuvent être sauvés,,. Dans ses mémoires, Victoire de Donnissan de La Rochejaquelein écrit que Gaspard de Bernard de Marigny tua 75 prisonniers de sa main :

« M. de Lescure avait envoyé plusieurs centaines de prisonniers à Châtillon ; on vint lui dire qu'on les avait massacrés à la porte des prisons ; les généraux qui les conduisaient et voulaient les sauver, furent couchés en joue et forcés de les abandonner à la fureur de M. de Marigny et de soldats qui avaient, comme lui, perdu la tête. La poursuite était à peu près finie, M. de Lescure se décida à ramener lui-même environ soixante-dix Bleus qu'il avait pris ; ces malheureux portaient son cheval et s'attachaient à ses habits ; il arriva à la prison, aucun soldat n'osa rien lui dire, car il était infiniment respecté. M. de Marigny, tout couvert du sang de soixante-quinze volontaires qu'il avait égorgés de sa propre main, à coups de sabre, lui cria: « Retire-toi, laisse-moi tuer ces monstres qui ont brûlé ton château. » M. de Lescure lui dit de retirer lui-même, et qu'il défendrait ses prisonniers, s'il le fallait ; il ajouta : « Marigny, tu es trop cruel, tu périras par l'épée. » Alors M. de Marigny s'en alla et les Bleus furent sauvés, avec tous ceux qu'on amena ensuite de tous côtés... »

— Victoire de Donnissan de La Rochejaquelein, Mémoires.

## Conséquences
Westermann avec 500 cavaliers avait pu s'enfuir mais il fut harcelé par des groupes vendéens tout le long du chemin du retour jusqu'à Parthenay où il ne put ramener avec lui que 300 hommes.
L'expédition de Westermann qui avait très bien débuté s'était achevée sur un désastre. Westermann fut rappelé à Paris sur ordre de la Convention, qui le renvoya à Niort où il passa devant un conseil de guerre. Il frôla la guillotine mais fut finalement acquitté.

## Pertes
Dans son mémoire, Westermann déclare n'avoir perdu que 200 morts et 1 000 blessés. Le Bulletin royaliste des Vendéens estime quant à lui les pertes républicaines à 2 000 morts et 3 000 prisonniers.
Quelques bilans particuliers donnent une idée générale des pertes. Ainsi selon Friedricht, lieutenant-colonel au 14e bataillon d'Orléans, sur les 469 hommes de son bataillon, seuls 17 ont réchappé, dont 13 blessés. Dans ses mémoires, l'adjudant-général Dominique Aubertin, commandant du 11e bataillon d'Orléans, déclare qu'il regagne Niort avec seulement 14 officiers et soldats sur les 450 hommes sous ses ordres pendant le combat. Sur 45 citoyens de la commune de Gourgé s'étant joints à l'armée de Westermann, 8 sont tués et 37 faits prisonniers.